# Auhien Żychar
Auhien Żychar (biał. Аўген Жыхар, ur. prawdopodobnie w 1925 w Nowogródku, zm. w sierpniu 1955 w rejonie Postaw) – białoruski poeta i działacz niepodległościowy, niemiecki dywersant, dowódca oddziału partyzanckiego w okresie powojennym.

## Życiorys
Podczas okupacji niemieckiej uczył się w seminarium nauczycielskim w Postawach. Był członkiem Związku Młodzieży Białoruskiej. Pisał wiersze. W 1944 r. wstąpił do konspiracyjnej Białoruskiej Partii Niepodległościowej, stając na czele jej oddziału w Postawach. Latem tego roku ewakuował się do Prus Wschodnich, gdzie wszedł w skład Batalionu Desantowego „Dalwitz”. Został zrzucony na spadochronie w rejonie Postaw. Zorganizował oddział partyzancki. W wyniku jego działalności zostało zabitych ponad 30 miejscowych komunistów, funkcjonariuszy sowieckich służb specjalnych i ich współpracowników. Partyzanci wysadzali też sowieckie magazyny wojskowe. Według części źródeł oddział współpracował z partyzantką zorganizowaną przez Michasia Wituszkę. W sierpniu 1955 r. partyzanci oddziału zostali okrążeni we wsi kilka kilometrów od Postaw. Kiedy zabrakło amunicji, A. Żychar popełnił samobójstwo, strzelając sobie w głowę.

## Kontrowersje
W 2021 roku centrum kulturalne w Grodnie zostało zamknięte a białoruski malarz Aleś Puszkin aresztowany za zamieszczenie portretu Auhiena na wystawie malarstwa i tym samym „propagowanie faszyzmu”.